# The Flaming Sideburns
The Flaming Sideburns – fiński zespół punkowy, założony w 1995 roku.

## Skład zespołu
- Eduardo Martinez - śpiew (1995 - )
- Ski Williamson - gitara (1995 - )
- The Punisher - gitara basowa (1995 - )
- Jay Burnside - perkusja (1995 - )
- Peevo de Luxe - gitara (2003 - )

### Byli członkowie
- Vilunki 3000 - gitara (1995 - 1996)
- Jeffrey Lee Burns - gitara (1996 - 2001)
- Johnny Volume - gitara (2000 - 2003)

## Dyskografia

### Albumy studyjne
- Hallelujah Rock'n'Rollah (2001)
- Save Rock'n'Roll (2002)
- Sky Pilots (2004)
- Keys to the Highway (2007)

### Albumy kompilacyjne
- It's Time to Testify ... Brothers and Sisters (1999)
- Back to the Grave (2006)
- Back 2 the Grave (2008)

### Albumy koncertowe
- Bama Lama Boogaloo! (1997)
- It's Time to Testify Again (2002)
- Mobile Graceland (2005)
- Burn Rock'n'Roll (2006)

### Single i minialbumy
- Close to Disaster (1997)
- Get Down or Get Out (1998)
- It's Time to Testify (1998)
- Jaguar Girls (1999)
- Cantan en Español (2000)
- Loose My Soul (2000)
- Street Survivor (2001)
- Loose My Soul (2001)
- World Domination (2001)
- Live! (2001)
- Flowers (2002)
- Bam-A-Lam en Español, vol 2 (2002)
- Let Me take You Far (2004)
- Since the Beginning (2004)
- Save Rock'n'Roll (2003)
- Lost Generation (2006)
- Count Me Out (2006)
- En Español, vol 3 (2010)

### Splity
- White Trash Soul (z The Hellacopters) (2001)
- La Luz de Cristo (z Thee Virus) (2001)
- The Flaming Sideburns vs. Flanelon Crash (z Flanelon Crash) (2001)
- The Flaming Sideburns vs. Elio & Thee Horribles (2002)
- The Flaming Sideburns vs. Boozed (2006)